# نعناع مدبب الأوراق
النعناع مدبب الأوراق (باللاتينية: Mentha acutifolia) نوع نباتي يتبع جنس النعناع من الفصيلة الشفوية.